# Sphaeramia
A Sphaeramia a sugarasúszójú halak (Actinopterygii) osztályának a sügéralakúak (Perciformes) rendjébe, ezen belül a kardinálishal-félék (Apogonidae) családjába tartozó nem.

## Rendszerezés
A nembe az alábbi 2 faj tartozik:
- pizsamás kardinálishal (Sphaeramia nematoptera) (Bleeker, 1856)
- Sphaeramia orbicularis (Cuvier, 1828)